# Pau de Cambrai

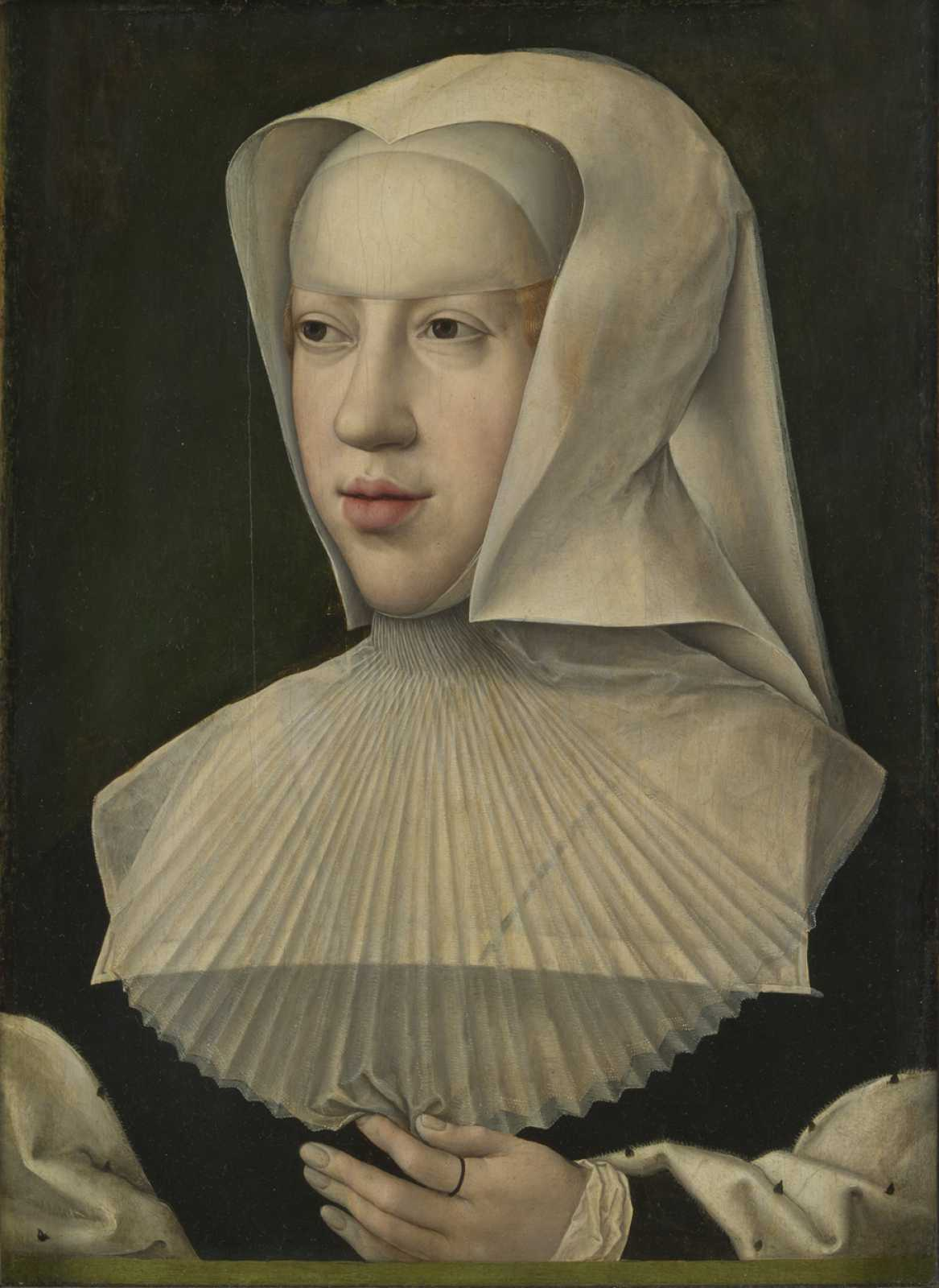
Margarida d'Àustria.

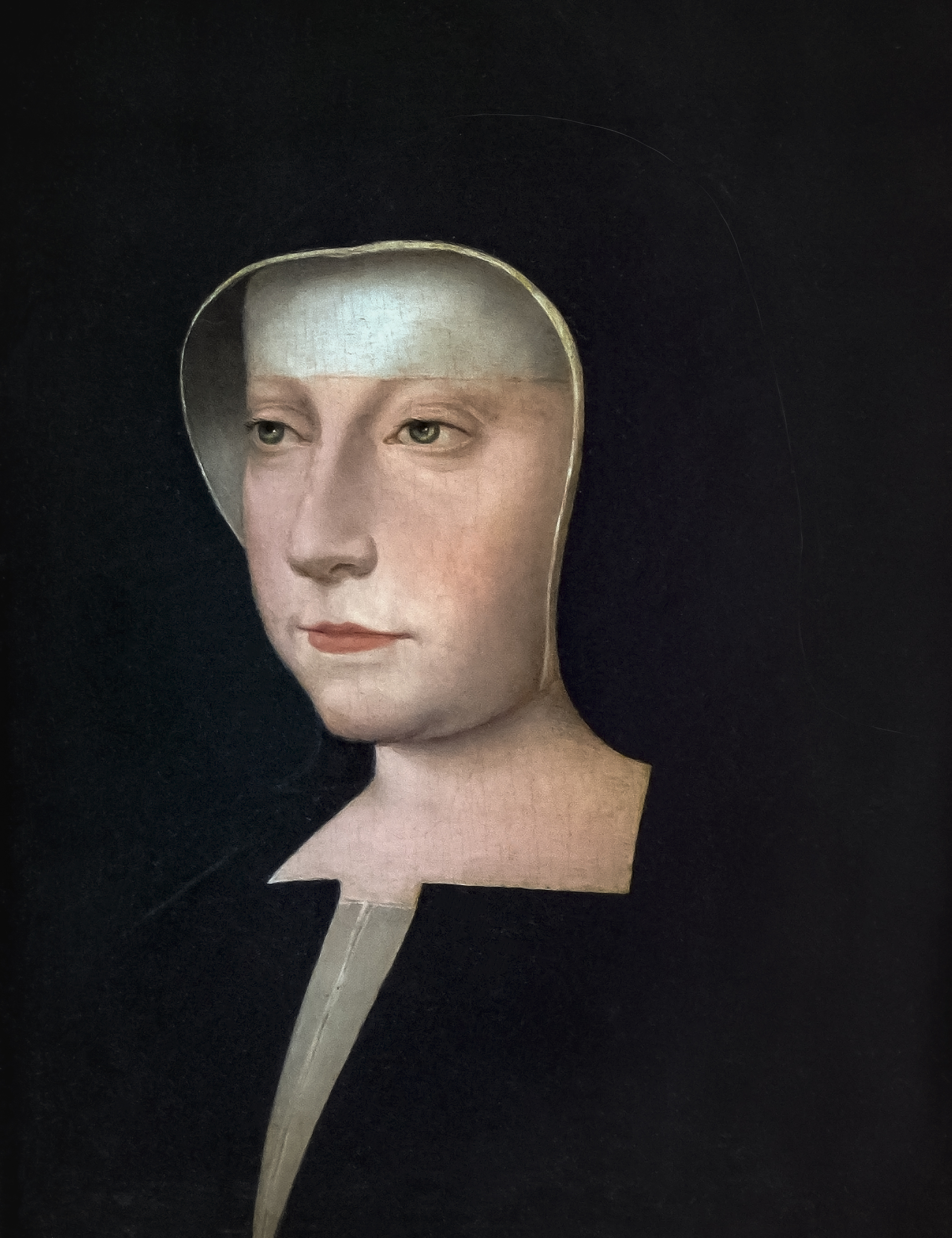
Lluïsa de Savoia.

La Pau de Cambrai  o  Pau de les Dames  va ser el tractat signat a la ciutat de Cambrai entre Espanya i França el 5 d'agost de 1529 per posar fi a la implicació francesa en la Guerra de la Lliga de Cognac entre el rei francès Francesc I i l'emperador espanyol dels Habsburg Carles V. El tractat va confirmar temporalment l'hegemonia espanyola (Habsburg) al Ducat de Milà i en Sud d'Itàlia.
La pau va ser negociada i signada a Cambrai per dues dames: Lluïsa de Savoia en nom del seu fill Francesc I de França, i Margarida d'Àustria, en nom de seu nebot l'emperador Carles V per al rei.
El tractat va renovar el Tractat de Madrid (1526).

## Antecedents
La Pau de Cambrai va posar fi a la implicació de França en la Guerra de la Lliga de Cognac, que durava des del 1526. Es va signar a la ciutat de Cambrai, centre del principat-bisbat dels Països Baixos (actual departament francès del Nord).
Aquest tractat també rep el nom de "Pau de les dames", ja que les dones van tenir un paper important en la seva preparació: la mare de Francesc I Luisa de Savoia i la tia de l'emperador Margarida d'Àustria. Van representar ambdós monarques en les negociacions, ajudant-los a no perdre la cara. Margarita de Navarra també va ser fonamental en aquest assoliment.

## Termes
Segons els termes de la pau signada a Cambrai, Francesc I de França va renunciar a les seves pretensions sobre terres italianes, Artois i Flandes, però va conservar Borgonya, que Carles V havia abandonat. El tractat preveia el retorn del delfí François i del príncep Enric, el futur Enric II, a França a canvi d'un rescat de 2 milions d'escuts. Francesc I va confirmar el seu consentiment per casar-se amb la germana de Carles V, Elionor. El matrimoni se celebrà a el 7 de juliol de 1530.

## Efectes
El Tractat de Cambrai juntament amb el Tractat de Barcelona (entre l'emperador i el Papa), que es va concloure al juny, van suposar la disgregació de la Lliga del Cognac; només la República de Florència va continuar lluitant contra Carles V, provocant el setge i la rendició de Florència l'any 1530. No obstant això, els termes de pau no van satisfer Francesc I. El 1536 va començar un nou conflicte entre França i l'Imperi dels Habsburg.